# 일본의 주간 목록
일본의 주간 목록(日本の週間一覧、にほんのしゅうかんいちらん)은 일본의 ○○ 주간이라고 불리는 것을 목록으로 정리한 것이다.
주로, 관공청이 소관의 일정 정책을 집중해 추진·계발하기 위해 넣는 경우가 많다.
월마다, 날짜순으로 열거하고 있다.
본 목록에서 제외하고 있는 것은 다음과 같다.
- 개인적인 것.
- 지극히 한 지방에서만 유효한 것.
- 기업이나 동업 조합 등이 상품의 판매 목적으로 제정한 듯한 '주간' 중, 단발로 끝난 것이나, 사실상 이용되지 않은 것.
- 기간이 1개월 이상인 것.(→일본의 월간 목록)

## 1월
- 15일~21일 - 방재와 볼런티어 주간(防災とボランティア週間)
- 24일~30일 - 전국 학교 급식 주간(全国学校給食週間)[1]

## 2월
- 17일~23일 - 알레르기 주간(アレルギー週間)

## 3월
- 01일~07일 - 아동 예방 접종 주간(子ども予防接種週間)
- 01일~07일 - 춘계 전국 화재 예방 운동(春季全国火災予防運動)
- 01일~07일 - 전국 산불 예방 운동(全国山火事予防運動)
- 01일~07일 - 차량 화재 예방 운동(車両火災予防運動)
- 01일~08일 - 여성의 건강 주간(女性の健康週間)

## 4월
- 06일~15일 - 봄의 전국 교통 안전 운동(春の全国交通安全運動)
- 12일~24일 - 과학 기술 주간(科学技術週間)
- 20일~26일 - 우표 취미 주간(切手趣味週間)
- 23일~5월 12일 - 아동 독서 주간(こどもの読書週間)
- 29일~5월 5일 - 골든위크[2]

## 5월
- 01일~07일 - 헌법 주간(憲法週間)
- 05일~11일 - 아동 복지 주간(児童福祉週間)
- 07일~13일 - 간호 주간(看護週間)
- 10일~16일 - 애조 주간(愛鳥週間)
- 30일~6월 5일 - 전국 쓰레기 불법 투기 감시 위크(全国ごみ不法投棄監視ウィーク)
- 31일~6월 6일 - 금연 주간(禁煙週間)

## 6월
- 01일~07일 - 수도 주간(水道週間)
- 01일~07일 - 산사태 방재 주간(がけ崩れ防災週間)[3]
- 04일~10일 - 이와 입의 건강 주간(歯と口の健康週間)[4]
- 05일~11일 - 해양 환경 보전 추진 주간(海洋環境保全推進週間)(6월기)
- 둘째 주 - 위험물 안전 주간(危険物安全週間)
- 19일~25일 - 나병을 바르게 이해하는 주간(ハンセン病を正しく理解する週間)
- 23일~29일 - 남녀 공동 참획 주간(男女共同参画週間)

## 7월
- 01일~07일 - 전국 안전 주간(全国安全週間)
- 16일~31일(16일간) - 전국 해난 방지 강조 운동(全国海難防止強調運動)

## 8월
- 01일~07일 - 관광 주간(観光週間)(2009년 6월 폐지)
- 01일~07일 - 스타 위크 ~별하늘에 친해지는 주간~(スター・ウィーク～星空に親しむ週間～)
- 01일~07일 - 물의 주간(水の週間)
- 15일~9월 1일(17일간) - 재일 한국인 역사·인권 주간 후기(在日朝鮮人歴史・人権週間後期)
- 25일~31일 - 도로 방재 주간(道路防災週間)
- 30일~9월 5일 - 방재 주간(防災週間)
- 30일~9월 5일 - 건축물 방재 주간(建築物防災週間)

## 9월
- 04일~10일 - 구급 의료 주간(救急医療週間)
- 10일~17일 - 자살 예방 주간(自殺予防週間)
- 15일~21일 - 노인 주간(老人週間)
- 20일~26일 - 동물 보호 주간(動物愛護週間)
- 24일~30일 - 결핵 예방 주간(結核予防週間)
- 24일~10월 1일 - 환경 위생 주간(環境衛生週間)

## 10월
- 01일~07일 - 법의 날 주간(法の日週間)
- 01일~07일 - 공정 주간(公証週間)
- 01일~07일 - 전국 노동 위생 주간(全国労働衛生週間)
- 02일~08일 - 헌 종이 리사이클 주간(古紙リサイクル週間)
- 10일~16일 - 40세부터의 건강 주간(40歳からの健康週間)
- 10일~16일 - 정신 보건 복지 보급 주간(精神保健福祉普及週間)
- 17일~23일 - 가을의 행정 상담 주간(秋の行政相談週間)
- 17일~23일 - 약과 건강의 주간(薬と健康の週間)
- 27일~11월 9일 - 독서 주간(読書週間)

## 11월
- 01일~07일 - 교육·문화 주간(教育・文化週間)
- 01일~07일 - 문화재 보호 강조 주간(文化財保護強調週間)
- 01일~07일 - 해양 환경 보전 추진 주간(海洋環境保全推進週間)(11월기)
- 01일~10일(10일간) - 건널목 사고 방지 캠페인(踏切事故防止キャンペーン)
- 07일~13일 - 전국 당뇨병 주간(全国糖尿病週間)
- 08일~17일(10일간) - 해상 환경 사범 일제 단속(海上環境事犯一斉取締り)
- 09일~15일 - 추계 전국 화재 예방 운동(秋季全国火災予防運動)
- 11일~17일 - 세금을 생각하는 주간(税を考える週間)
- 12일~25일(14일간) - 여성에 대한 폭력을 없애는 운동(女性に対する暴力をなくす運動)
- 20일~26일 - 의료 안전 추진 주간(医療安全推進週間)
- 25일~12월 1일 - 성의 건강 주간(性の健康週間)
- 25일~12월 1일 - 범죄 피해자 주간(犯罪被害者週間)

## 12월
- 01일~07일 - 눈사태 방재 주간(雪崩防災週間)
- 01일~07일 - '목숨의 전화' 프리 다이얼 주간(「いのちの電話」フリーダイヤル週間)
- 03일~09일 - 장애인 주간(障害者週間)
- 04일~10일 - 인권 주간(人権週間)
- 10일~16일 - 북한 인권 침해 문제 계발 주간(北朝鮮人権侵害問題啓発週間)
- 25일~31일 - 행정 상담 주간(行政相談週間)

## 관련 문서
- 날짜 목록
- 일본의 기념일 목록
- 일본의 순간 목록
- 일본의 월간 목록